# HyperTransport
HyperTransport (HT) – łącze typu Point-to-Point umożliwiające połączenie ze sobą dwóch urządzeń, opracowane przez HyperTransport Consortium. Sieć łączy HT wykorzystywana jest do szybkiej transmisji danych z niskimi opóźnieniami. Stosowana jest w procesorach do połączeń między rdzeniami i koprocesorami, między procesorami w komputerach wieloprocesorowych, między procesorami a innymi urządzeniami obsługującymi technologię HT, między urządzeniami HT a kartami HT oraz do łączenia komputerów w wielokomputerowe klastry. Nazwa HyperTransport promowana była początkowo jako Lightning Data Transport (LDT).
Złącza kart HT są nieco podobne do liniowego PCIe x16 z PCIe x1. Szybkość przesyłania danych do kart HTX3 wynosi 20 GB/s, czyli więcej niż PCI Express x16 w wersji 3.0 przy mniejszych opóźnieniach.
Łącze to może być pojedyncze lub, dla zwiększenia prędkości, zestawione z wielu równoległych linii. Do realizacji transmisji w dwóch kierunkach konieczne jest łącze dwukierunkowe, zasadniczo składające się z dwóch łączy jednokierunkowych (nie musi być symetryczne – łącza w różnych kierunkach mogą mieć różną szerokość). Szerokość łącza jednokierunkowego może wynosić od 2 do 32 bitów.
HyperTransport występuje w wersjach: 1.0, 2.0, 3.0 i 3.1, które mogą pracować z częstotliwościami od 200 MHz do 3,2 GHz. Umożliwia połączenie typu DDR (ang. Double Data Rate) – w takim rozwiązaniu dane są transmitowane na obu zboczach sygnału taktującego (wznoszącym i opadającym) dając podwojenie efektywnej przepustowości. Pozwala to na przesyłanie danych z maksymalną prędkością 6,4 GT/s (miliardów transferów na sekundę) przy częstotliwości zegara taktującego 3,2 GHz (dla wersji HT 3.1).